# Estanh Major de Colomèrs
L' Estanh Major de Colomèrs, (en català, estany Major de Colomèrs) és un estany situat al vessant nord del Pirineu, al Circ de Colomèrs. Administrativament pertany al municipi de Naut Aran, a la Vall d'Aran, està situat dintre de la zona perifèrica del Parc Nacional d'Aigüestortes i Estany de Sant Maurici, i la seva altitud és de 2.100 metres.
El refugi de Colomers és ubicat a l'oest de l'estany.
Tributaris naturals
L'estany Major de Colomèrs pertany a la conca occidental del Circ de Colomèrs; de manera natural rep directament les aigües dels estanys Garguilhs de Jos, Plan i Mort i també del riu Coma del Port de Caldes.
Canalitzacions artificials
Alguns estanys estan connectats a través de canalitzacions soterrades amb l'objectiu final d'alimentar la Central d'Arties. Dues canalitzacions tenen el seu origen o final en l'estany Major de Colomérs.
- Canal procedent del Barratge de Saboredo, situat a la Vall de Ruda, que desaigua a l'estany Major de Colomèrs. El barratge recull l'aigua provinent del Circ de Saboredo.
- Canal originat a l'estany Major de Colomèrs cap a l'estany de Montcasau, situat a la zona de la Ribera de Loseron, ja a la conca del riu de Valarties. Si bé el sentit habitual de l'aigua és de Restanca a Montcasau, amb la Central Hidroelèctrica d'Arties aturada es poden fer transvasaments d'aigua de Montcasau a Restanca pel mètode dels vasos comunicants.[1]

Presa
En el vessant sud de l'estany s'hi va edificar una presa per augmentar fortament la capacitat d'embassament. La presa, igual que les canalitzacions, fou construïda per la Sociedad Productora de Fuerzas Motrices i posada en servei l'any 1967. L'embassament té una superfície de 17,8 hectàrees i una capacitat de 2,8 hectòmetres cúbics. La longitud de la presa en la seva coronació és de 167 metres, i l'alçada màxima 25,3 metres des del fonaments.
De la base de la presa neix un torrent que desaigua al riu de Montanheta, tributari del riu Aiguamòg. De fet, la sortida més important d'aigua de l'estany es produeix per la canalització soterrada cap a l'estany de Montcasau.